# Templo de la Amistad
El Templo de la Amistad (en alemán Freundschaftstempel) es un pequeño templo circular situado en la parte oeste del Parque de Sanssouci en Potsdam. Fue construido por Federico el Grande de Prusia en memoria de su hermana favorita, Guillermina de Prusia (1709-1758), Margravina de Bayreuth. El templo de la Amistad se erigió, en la parte sur de la vía principal, entre 1768 a 1770 por Carl von Gontard para complementar el antiguo templo, el cual se ubica en la parte noreste de la referida vía.

## El Pabellón Neuruppin

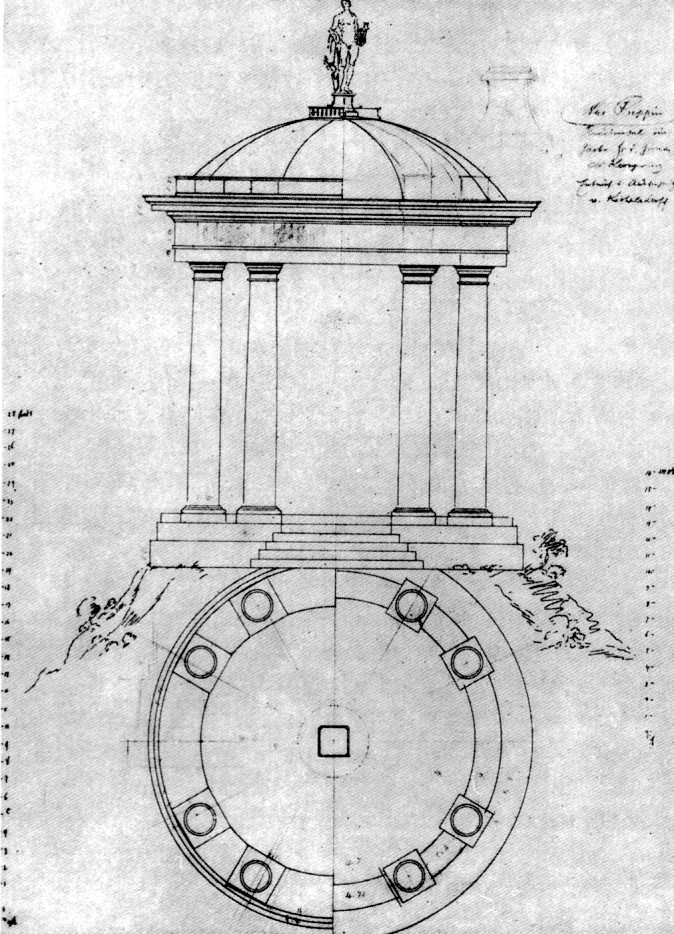
Templo de Apolo

El Templo de la Amistad se basa en el Templo de Apolo en el Jardín de Amaltea, en Neuruppin. El primer trabajo a tal efecto, realizado por el arquitecto Georg Wenzeslaus von Knobelsdorff, se llevó a cabo en los jardines de flores y castaños de la residencia del príncipe real Federico (después, Federico el Grande), donde vivió entre 1732 y 1735, período en el que era comandante de un regimiento en la zona.
El Templo de Apolo era en 1791 un templo abierto y circular, cerrado por una pared de ladrillo entre sus columnas. En agosto de 1735, Federico describía la construcción a su hermana Guillermina de la siguiente manera: “...La construcción del jardín es un templo de ocho columnas dóricas, las cuales soportan una cúpula abovedada, a modo de tejado. En lo alto de todo, hay una estatua de Apolo. Tan pronto como esté acabado, realizaremos un sacrificio, naturalmente, dedicado a ti, querida hermana, protectora de las bellas artes”.

## El Pabellón Sanssouci

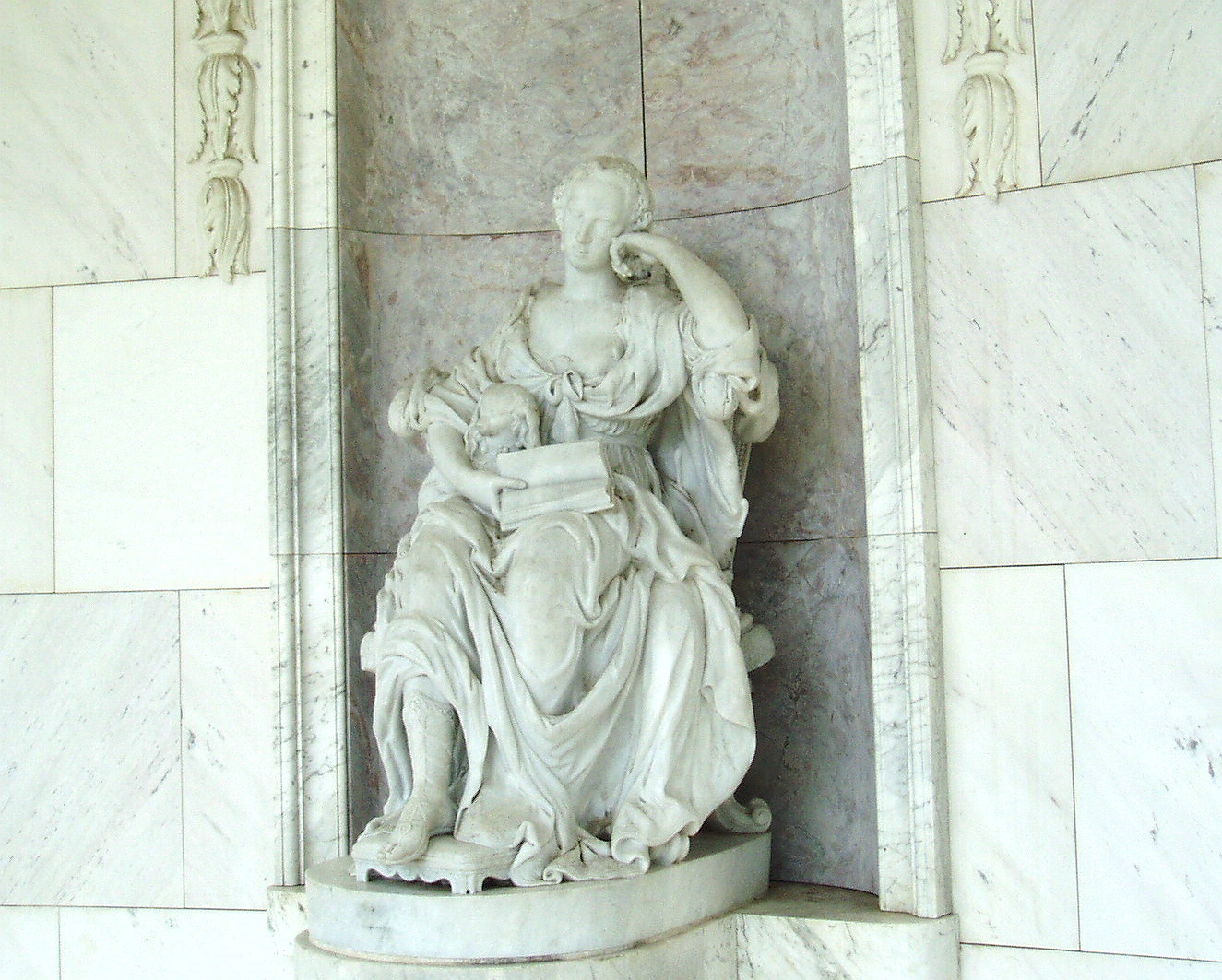
Estatua de Guillermina de Bayreuth.

A fin de honrar la memoria de su hermana favorita, Federico decidió, de igual modo que había hecho en Neuruppin, edificar un templo circular, cuya baja y abovedada cúpula está sostenida por ocho columnas corintias. Tal forma típica monóptera (de una sola ala) tiene sus orígenes en la antigua Grecia, donde edificios de este tipo se erigían sobre estatuas de culto y monumentos funerarios.
La estatua sedente de Guillermina, instalada a escala real en un nicho en la pared del templo, es obra de los hermanos escultores Johann David y Johann Lorenz Wilhelm Räntz. Estos se inspiraron en un cuadro del pintor de la corte Antoine Pesne. Los medallones en las columnas que representan parejas de amigos en la antigüedad clásica, así como el libro en la mano de Wilhelmine, señalan su fascinación por esa época. Además, la dimensión homoerótica de las parejas clásicas puede haberlas hecho especialmente atractivas para el constructor del templo, Federico II, cuya posible homosexualidad ya había sido objeto de mucha especulación y rumor durante su vida.

Parejas de amistad
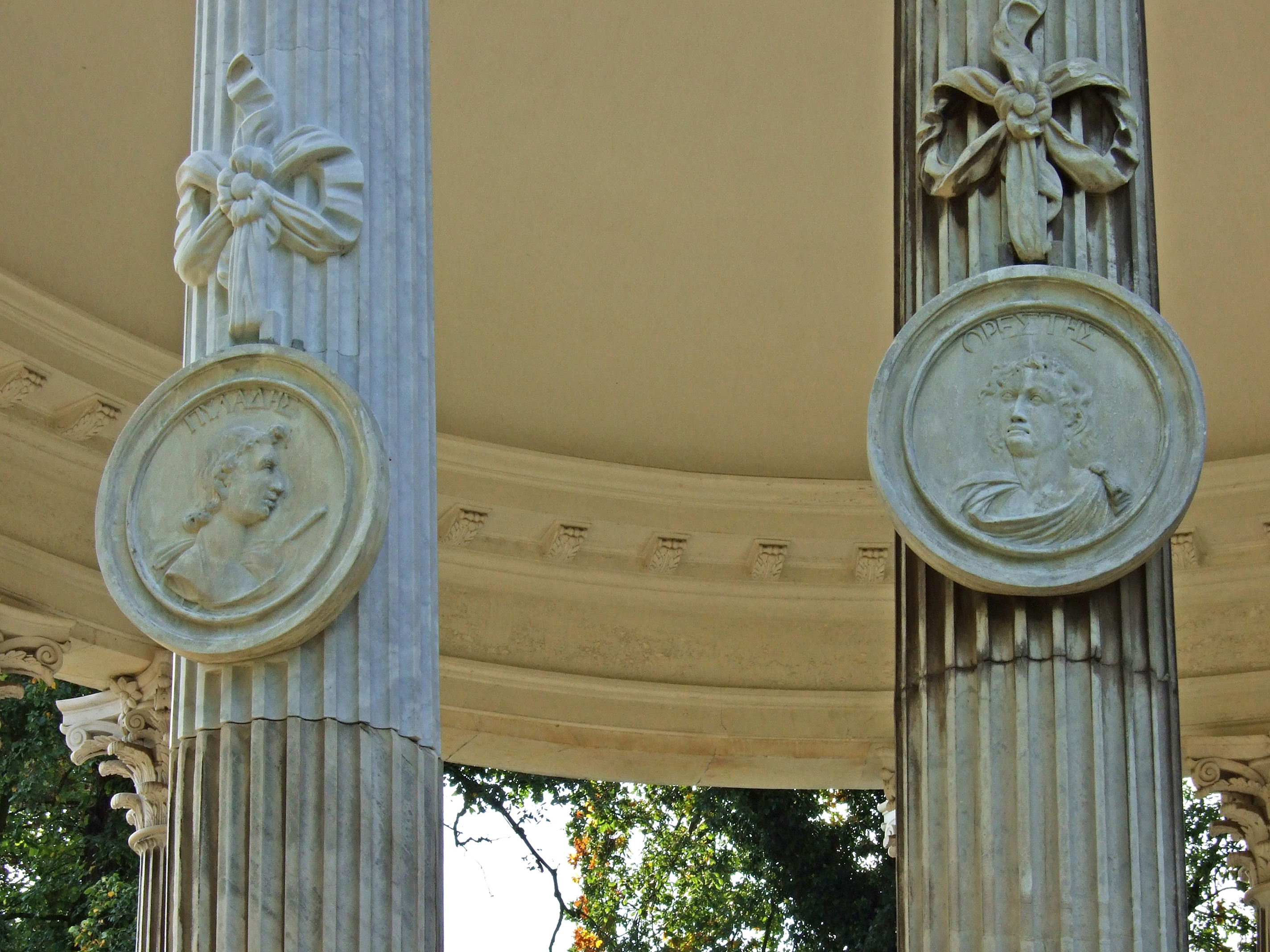
Pílades y Orestes
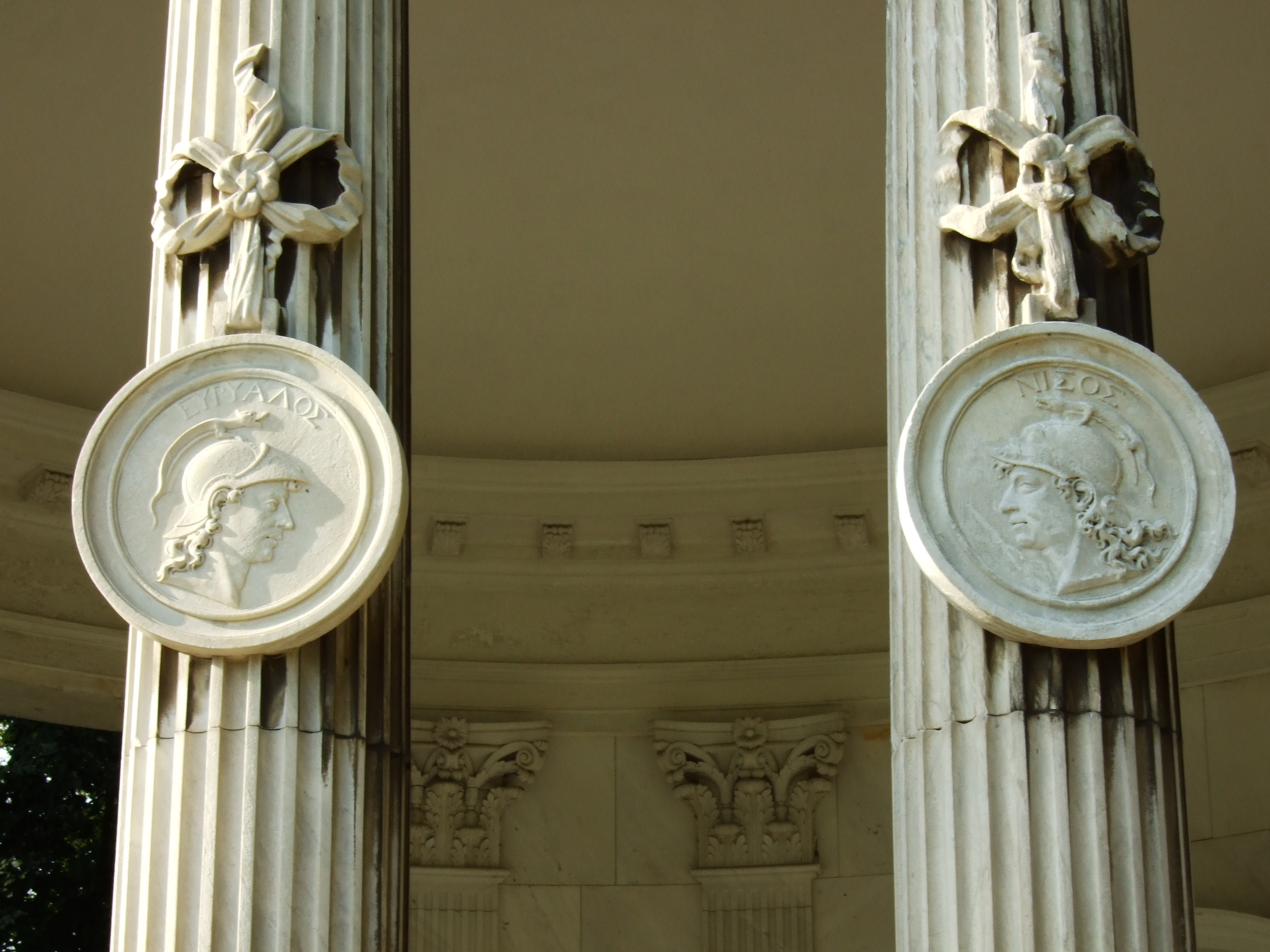
Euríalo y Niso
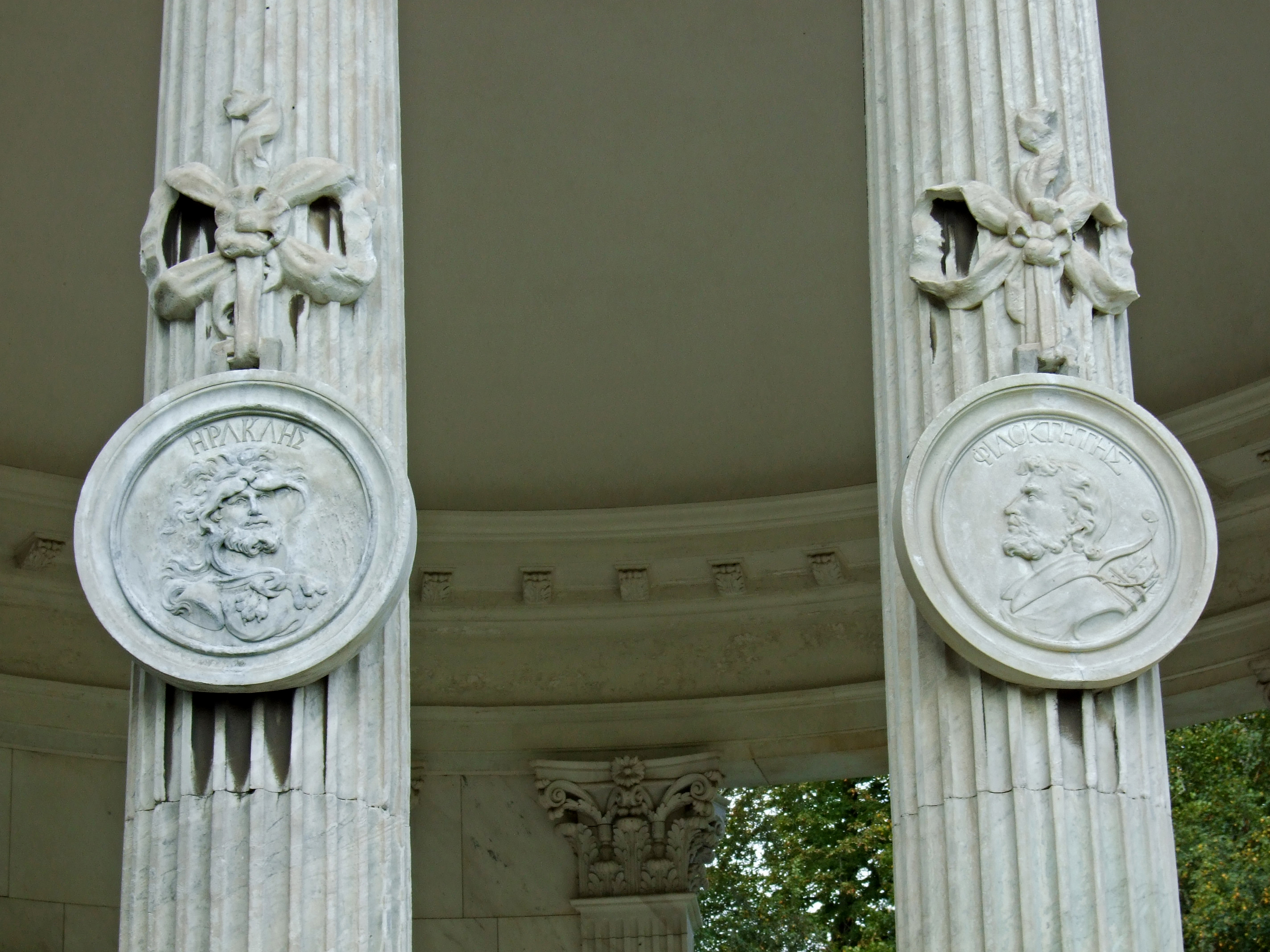
Heracles y Filoctetes
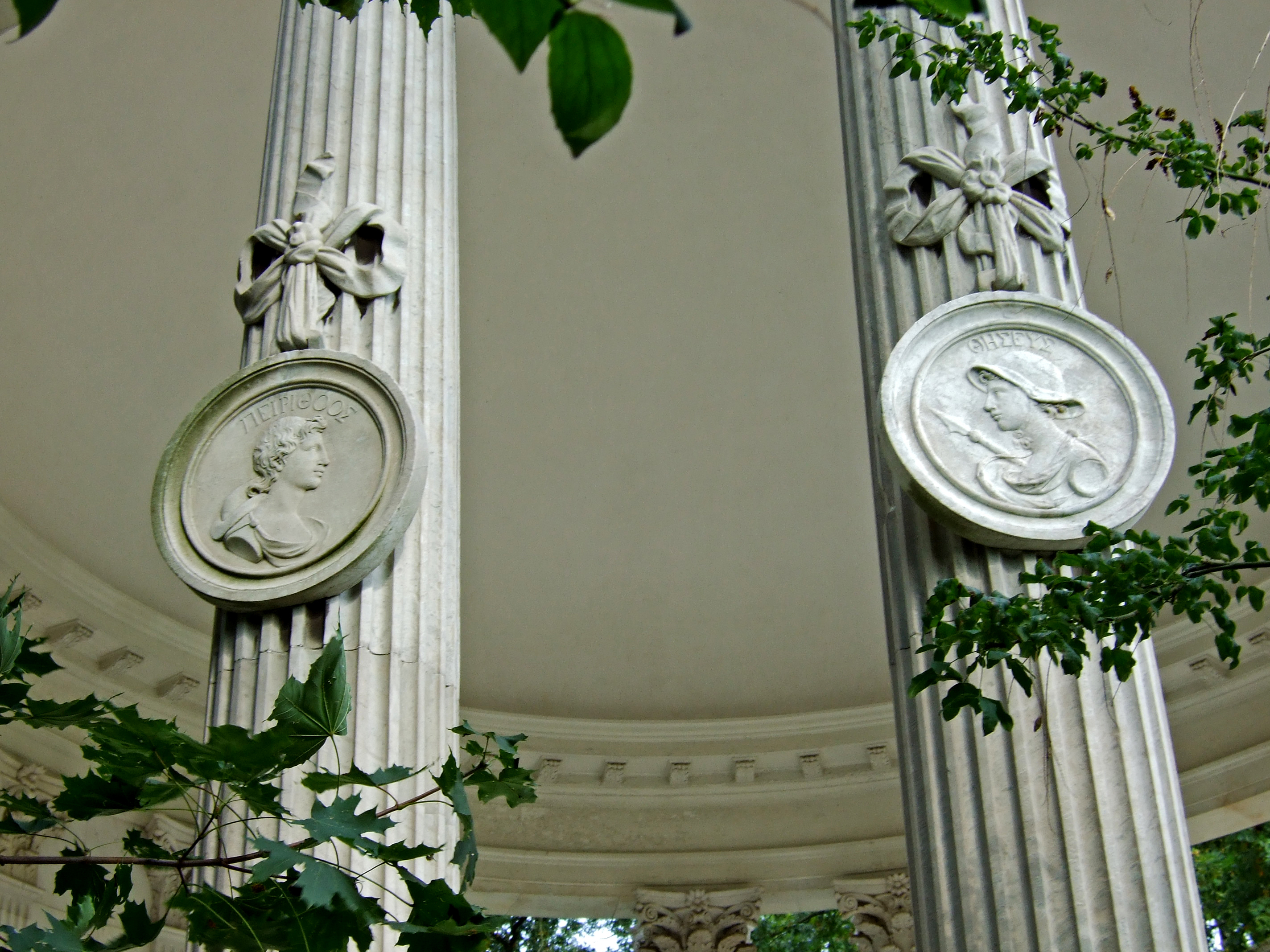
Pirítoo y Teseo